# Societat de cartera
Una societat de cartera (en anglès, holding) és una empresa que té com a principal negoci la participació controladora en els valors d'altres empreses. Una societat de cartera normalment no produeix béns o serveis per si mateixa. El seu propòsit és posseir accions d'altres empreses per formar un grup d'empreses.